# Бургаслах
Бургаслах (нім. Burghaslach) — громада в Німеччині, розташована в землі Баварія. Підпорядковується адміністративному округу Середня Франконія. Входить до складу району Нойштадт-на-Айші–Бад-Віндсгайм.
Площа — 44,02 км2. Населення становить 2615 ос. (станом на 31 грудня 2020).

## Географії

### Адміністративний поділ
Громада  складається з 16 районів:
- Брайтенлое
- Бухбах
- Бухмюле
- Бургаслах
- Бургехштадт
- Фрайгаслах
- Фюрстенфорст
- Гляйсенберг
- Гардгоф
- Кірхрімбах
- Мюнхгоф
- Нідерндорф
- Оберрімбах
- Розенбірках
- Зайтенбух
- Унтеррімбах